# Pelourinho da Figueira da Foz

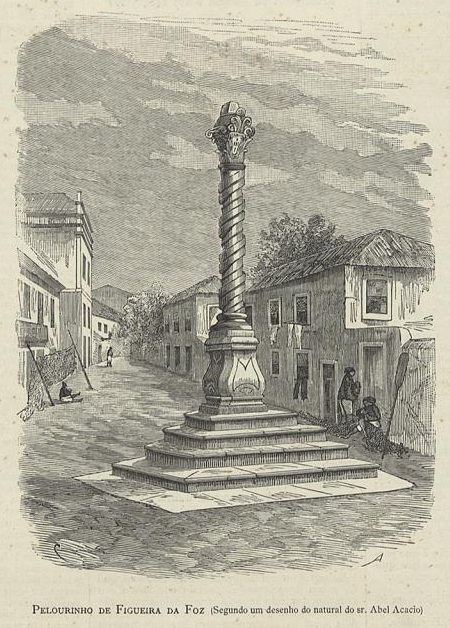
O Pelourinho de Figueira da Foz, em gravura publicada em 1885

O Pelourinho de Figueira da Foz é um pelourinho situado na freguesia de Buarcos e São Julião, no município de Figueira da Foz, distrito de Coimbra, em Portugal.
Está classificado como Monumento Nacional desde 1910.